# Spirit of the West
Spirit of the West var et canadisk folkrockband fra North Vancouver, der var aktivt fra 1983 til 2016. De var populære på den canadiske folkrock-scene i 1980, inden de udviklede sig til at få mere indflydelse fra hard rock, Britpop og keltisk musik, og det gjorde dem til et af de mest populære bands inden for alternativ rock i 1990'erne.
Gruppen er særlig kendt for nummeret "Home for a Rest".

## Diskografi

### Album

#### Studiealbum
| Spirit of the West                      | - Release date: 1984 - Label: Triniti Records - Formats: LP                                 | —  |                 |
| Tripping Up the Stairs                  | - Release date: July 1986 - Label: Stony Plain Records - Formats: LP, cassette              | —  |                 |
| Labour Day                              | - Release date: January 2, 1988 - Label: Stony Plain Records - Formats: LP, cassette        | 64 |                 |
| Save This House                         | - Release date: February 20, 1990 - Label: Warner Music Canada - Formats: LP, cassette, CD  | 62 | - CAN: Platinum |
| Go Figure                               | - Release date: June 25, 1991 - Label: Warner Music Canada - Formats: LP, cassette, CD      | 45 | - CAN: Gold     |
| Faithlift                               | - Release date: September 28, 1993 - Label: Warner Music Canada - Formats: LP, cassette, CD | 27 | - CAN: Platinum |
| Two Headed                              | - Release date: June 20, 1995 - Label: Warner Music Canada - Formats: Cassette, CD          | 20 |                 |
| Open Heart Symphony                     | - Release date: May 21, 1996 - Label: Warner Music Canada - Formats: CD                     | 36 |                 |
| Weights and Measures                    | - Release date: September 30, 1997 - Label: Warner Music Canada - Formats: CD               | —  |                 |
| Star Trails                             | - Release date: July 6, 2004 - Label: MapleMusic Recordings - Formats: CD                   | —  |                 |
| "—" denotes releases that did not chart |                                                                                             |    |                 |

#### Opsamlingsalbum
| Old Material 1984–1986                            | - Release date: November 1989 - Label: Stony Plain Records - Formats: LP      | — |
| Hit Parade                                        | - Release date: September 14, 1999 - Label: Warner Music Canada - Formats: CD | — |
| Spirituality 1983–2008: The Consummate Compendium | - Release date: July 15, 2008 - Label: Rhino Records - Formats: CD            | — |
| "—" denotes releases that did not chart           |                                                                               |   |

### Singler
| År   | Single                          | Højeste hitlisteplacering | Højeste hitlisteplacering | Højeste hitlisteplacering | Højeste hitlisteplacering | Certificering   | Album                  |
| År   | Single                          | CAN                       | CAN AC                    | CAN Country               | CAN Content (Cancon)      | Certificering   | Album                  |
| ---- | ------------------------------- | ------------------------- | ------------------------- | ------------------------- | ------------------------- | --------------- | ---------------------- |
| 1986 | "The Crawl"                     | —                         | —                         | —                         | —                         |                 | Tripping Up the Stairs |
| 1988 | "Political"                     | —                         | —                         | —                         | 31                        |                 | Labour Day             |
| 1990 | "Save This House"               | 85                        | —                         | —                         | —                         |                 | Save This House        |
| 1991 | "D for Democracy"               | 87                        | —                         | —                         | 1                         |                 | Go Figure              |
| 1991 | "Political (Go Figure version)" | 70                        | —                         | —                         | 4                         |                 | Go Figure              |
| 1992 | "Spot the Difference"           | —                         | —                         | —                         | 9                         |                 | Go Figure              |
| 1993 | "And if Venice Is Sinking"      | 30                        | 12                        | 93                        | —                         |                 | Faithlift              |
| 1994 | "5 Free Minutes"                | 55                        | 29                        | —                         | —                         |                 | Faithlift              |
| 1994 | "6th Floor"                     | —                         | —                         | —                         | 3                         |                 | Faithlift              |
| 1994 | "Sadness Grows"                 | 52                        | —                         | —                         | 7                         |                 | Faithlift              |
| 1995 | "Is This Where I Come In"       | —                         | 28                        | —                         | 6                         |                 | Faithlift              |
| 1995 | "Tell Me What I Think"          | 25                        | —                         | —                         | —                         |                 | Two Headed             |
| 1996 | "Williamson's Garage"           | —                         | 53                        | —                         | —                         |                 | Open Heart Symphony    |
| 1997 | "Soldier's Boy"                 | —                         | —                         | —                         | —                         |                 | Weights and Measures   |
| 2004 | "July"                          | —                         | —                         | —                         | —                         |                 | Star Trails            |
| 2011 | "Bulembu"                       | —                         | —                         | —                         | —                         |                 | Non-album single       |
| 2014 | "Home for a Rest"               | —                         | —                         | —                         | —                         | - CAN: Platinum | Non-album single       |

### Albumoptrædener
- Island of Circles (1991): "Sunshine Superman"
- Back to the Garden (1992): "Coyote"
- Upfront! Canadians Live from Mountain Stage (1994): "Political"
- Due South: The Original Television Soundtrack (1996): "Bone of Contention"
- 20 Years of Stony Plain (1996): "Political"
- The Hanging Garden (1997): "Kiss and Tell"
- Frosh (1998): "Home for a Rest"

## Modtagelse
- I 1999 rangede CFNY-FM "Political" nr. 524, og "Home For a Rest" som nr. 689, på deres "Top 1002 New Rock Songs of All Time".
- I 2005 blev "Home for a Rest" rangeret som den 22. bedste canadisk sang nogensinde på CBC Radio Ones 50 Tracks: The Canadian Version.
- I 2007 blev "Home for a Rest" rangeret som nr. 8 på CFNY's "Top 102 Canadian New Rock Songs of All Time".
- "Save This House" var temasangen til tv-serien Save Us from Our House, der blev sendt i 2007 på den canadisk kanal W og HGTV i USA
- I 2010 modtog Spirit of the West National Achievement Award ved den årlige SOCAN Awards i Toronto.[7]
- I 2022 blev "Home for a Rest" stemt ind som British Columbias favoritsang af en lokal kunstner i en Twitter-konkurrence arrangeret af CBC rapporter Justin McElroy, og slog Carly Rae Jepsens "Call Me Maybe".[8]